# Хантер, Джордж Лесли
Джордж Лесли Хантер (англ. George Leslie Hunter) — шотландский художник-постимпрессионист, член группы Шотландские Колористы.

## Жизнь и творчество
В возрасте 13 лет Хантер вместе со своей семьёй переезжает в Калифорнию. После получения образования работает там художником и иллюстратором. Ранние полотна Хантера погибли в 1906 году во время землетрясения в Сан-Франциско. Вскоре после этого художник покидает США и возвращается в Шотландию, живёт и работает в Глазго. Первая выставка полотен Хантера состоялась в местной картинной галерее Рейд. Позднее он регулярно выставляет свои работы в Королевском институте изобразительного искусства Глазго. В 20-е годы XX столетия Хантер вступает в художественную группу Шотландские колористы. В полотнах членов этой группы чувствуется сильное влияние французских импрессионистов и фовистов. Из произведений, созданных кистью Хантера, наиболее известны пейзажи, сделанные в центральной и южной Шотландии, а также на юге Франции.

## Галерея

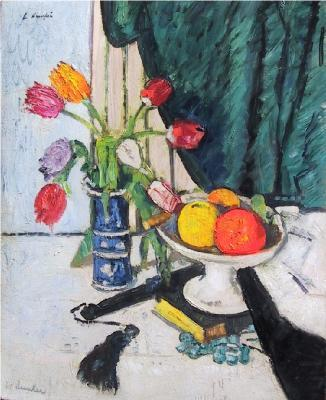
Натюрморт с тюльпанами
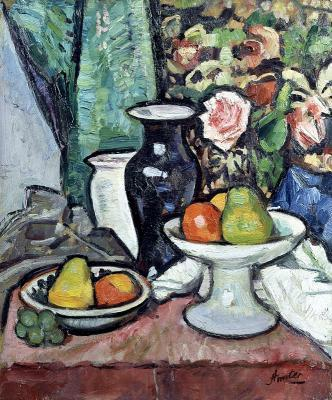
Натюрморт на узорчатом фоне
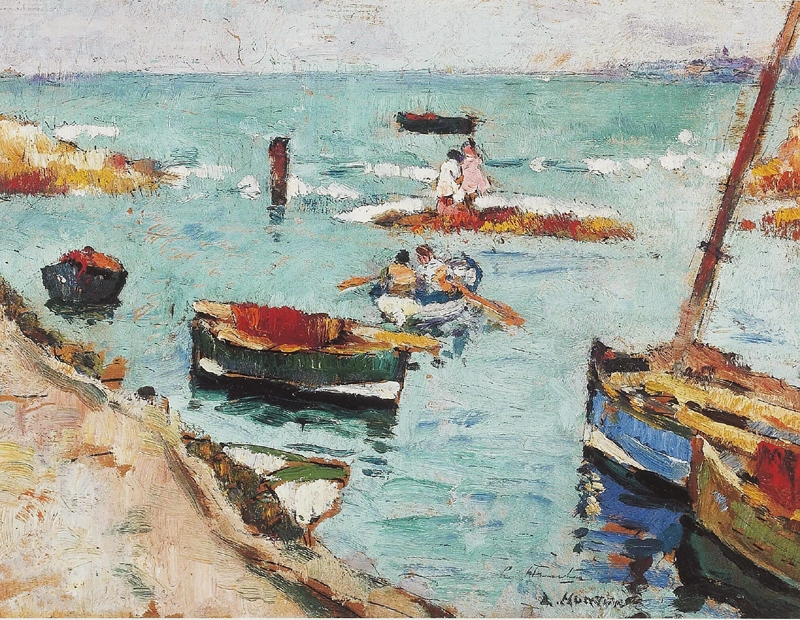
Лодки в Лоуэр Ларго
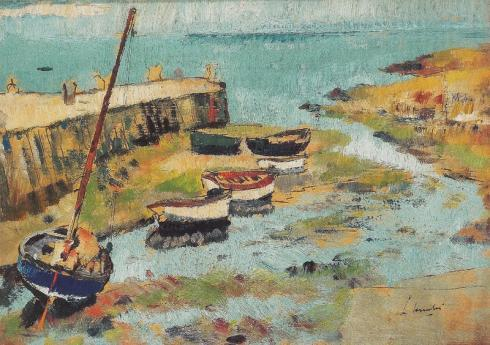
Лоуэр Ларго
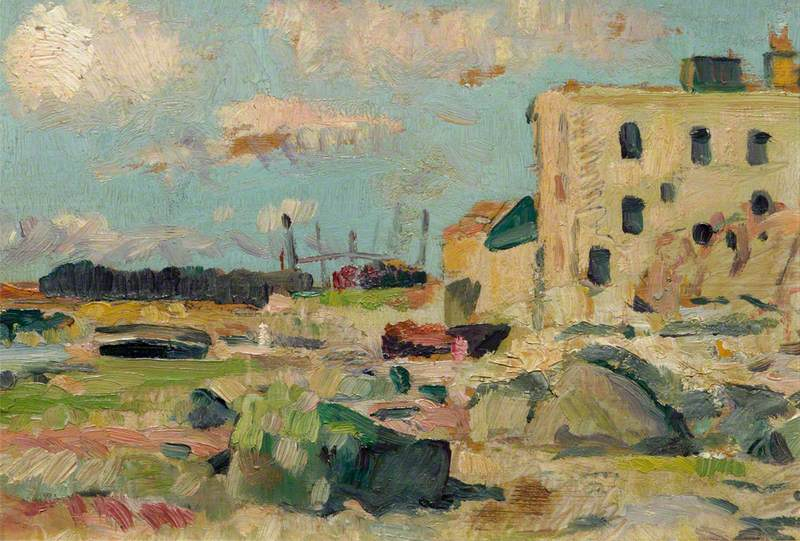
Берег Ларго во время отлива